# Le Passeur
Pour les articles homonymes, voir Le Passeur (homonymie).
 (janvier 2022).
Si vous disposez d'ouvrages ou d'articles de référence ou si vous connaissez des sites web de qualité traitant du thème abordé ici, merci de compléter l'article en donnant les références utiles à sa vérifiabilité et en les liant à la section « Notes et références ».
Le Passeur (titre original : The Giver) est un roman de Lois Lowry paru en 1993 en Amérique du Nord et en 1994 en France. Ce roman est le premier d'une tétralogie qui comporte également L'Élue (en) (2001), Messager (en) (2005) et Le Fils (en) (2014). Il a reçu en 1994 la médaille Newbery et a été vendu à plus de 5,3 millions d'exemplaires. En Australie, au Canada, aux États-Unis, en France et même en Belgique, il fait partie de nombreux programmes scolaires.

## Résumé
L'histoire se déroule dans une société futuriste, tout d'abord présentée comme utopique, où les individus sont formatés pour ne plus ressentir d'émotions et se comporter de façon préétablie ; graduellement, cette société apparaît comme dystopique. Par le passage à l'Identique, elle a éliminé la douleur et les conflits, mais aussi les émotions. Des règles fondamentales, dont la transgression est sévèrement punie -le fameux « élargissement »-, encadrent le quotidien des habitants :   
- chaque cellule familiale ne peut avoir au maximum que deux enfants (Un garçon et une fille) ;
- la nuit, il est interdit d'aller dehors ; il y a un couvre feu
- on ne doit pas mentir ;
- on ne doit pas se vanter.

Jonas, comme les autres onze-ans (les individus âgés de onze ans), appréhende la venue de la cérémonie annuelle. Dix cérémonies en tout rythment la vie des enfants :
- à l'âge d'un an, les enfants sont mis dans une famille et reçoivent leur nom ;
- à 2 ans, ils bénéficient du don d'un « objet de bien-être » ;
- à 3 ans, ils entrent à l'école ;
- à 5 ans, ils reçoivent la veste se fermant par l’arrière pour que les enfants s'entraident ;
- à 7 ans, ils reçoivent la veste se fermant par le devant avec des poches pour montrer leur indépendance ;
- à 8 ans les heures de bénévolat commencent ;
- à 9 ans la trottinette .
- à 10 ans on leur coupe les cheveux
- à 11 ans ils reçoivent une nouvelle veste d'identification
- à 12 ans ils reçoivent leurs attributions, c'est-à-dire le métier qu'ils exerceront au service de la communauté.

La douzième cérémonie est très importante, car c'est au cours de celle-ci que l'enfant se verra attribuer son futur métier. Ce dernier est choisi d'avance par les membres du conseil des sages, en fonction des qualités du citoyen, de ce qui lui a fait plaisir, et son comportement durant ses 70 heures de bénévolat effectuées au sein des différents services (en 1an).
À la surprise de tous, la Grande Sage annonce à Jonas qu'il a été choisi pour être le prochain Dépositaire de la Mémoire : selon la Grande Sage, c'est parce qu'il possède la "capacité-à-voir-au-delà". On lui présente ce métier comme une source de grande souffrance, et qui l'isolera à jamais de sa famille et de ses amis.Il ne pourra parler de sa formation à personne. La personne occupant ce poste, le plus honorifique de toute la communauté, a pour rôle de recevoir et de conserver en lui tous les souvenirs des temps du passé, d'avant l'Identique. Cette expérience des erreurs du passé lui permet de conseiller le Comité sur les décisions à prendre ; mais il est surtout celui sur qui repose le bonheur de la communauté, qui préfère lui déléguer le poids et la souffrance de ce passé.
Sous la tutelle de l'actuel Dépositaire, un homme aux mêmes yeux pâles que Jonas, le jeune garçon absorbe des souvenirs, qui lui font connaître pour la première fois les sentiments de joie et d'amour. Pour la première fois, Jonas fait l'expérience de la vision des couleurs, d'une descente en luge sur un flanc de montagne enneigé, des rayons du soleil sur sa peau, autant de choses que l'Identique a éradiquées. Mais il reçoit aussi des souvenirs douloureux : les guerres, la souffrance, la mort, la solitude, la faim. Ces souvenirs proviennent d'un passé très lointain ; Jonas apprend que la Communauté a engendré l'Identique pour protéger les gens de ce passé, mais il commence à comprendre la perte immense que lui et sa communauté ont subie en délaissant les souvenirs. 
Jonas souffre de cette nouvelle sagesse, et son envie de trouver l'Ailleurs grandit. Mais l'élément déclencheur pour Jonas survient lorsqu'il demande au Dépositaire (qui, à présent, s'appelle lui-même le Passeur) ce qu'est "l'élargissement". Le Passeur lui dit qu'il peut lui montrer, et l'autorise à visionner l'enregistrement vidéo d'une délivrance de nouveau-né effectué par le père de Jonas, nourricier. Jonas le voit, avec horreur, sélectionner, entre des jumeaux nés le matin même, celui qui est le moins robuste, et lui donner une injection létale. En effet, comme toutes les aberrations de l'Identique, l'existence de deux jumeaux est contre les règles : le moins fort est élargi, et sans que celui qui a perpétré l'élargissement comprenne le sens réel de son action.
Ensemble, Jonas et le Passeur comprennent qu'il est temps que les choses changent, que la Communauté a perdu sa voie et doit retrouver ses souvenirs. La seule manière d'y arriver est que Jonas fuie la Communauté, après quoi les nombreux souvenirs qu'il a accumulés reflueront vers les habitants. Jonas aimerait que le Passeur l'accompagne, mais celui-ci veut rester afin d'aider la Communauté à supporter et à assumer le poids de ce passé. 
Le Passeur monte un plan : Jonas s'enfuira vers l'Ailleurs, et le Passeur fera croire à la Communauté que Jonas s'est noyé dans la rivière, pour limiter les recherches. Avant son départ, le Passeur donnera à Jonas des souvenirs de force et de courage, et des aliments pour subsister lors de sa fuite. 
Cependant, leur plan est modifié quand Jonas apprend une nuit que Gabin, le bébé qui séjourne dans sa cellule familiale, ce qui lui permet de mieux se développer qu'au Centre Nourricier, sera élargi le matin suivant. Jonas s'est attaché à l'enfant - il possède les mêmes yeux pâles que lui et que le Passeur, et a plusieurs fois été capable de recevoir des souvenirs apaisants que Jonas lui a transmis - et, à présent qu'il connaît la signification de l "élargissement ", il n'a pas d'autre choix que de sauver Gabin en l'emmenant avec lui. Par conséquent, sans les souvenirs de force et de courage promis par le Passeur, il vole le vélo de son père et, sans même dire adieu au Passeur (il envoie tout de même un message avec son cœur et son âme en espérant que le passeur qui a la capacité à-entendre-au-delà puisse recevoir ce message), il fuit avec l'enfant pour l'Ailleurs, un pays inconnu qui existe quelque part au-delà de la Communauté, un endroit où personne n'a jamais été - ou du moins, d'où personne n'est jamais revenu. Leur fuite est entravée des dangers du froid, de la faim, et des avions de recherche qui passent au-dessus d'eux. Après des jours et des jours de voyage, Jonas et Gabin, presque morts de faim et de froid, atteignent ce que Jonas pense être l'Ailleurs, et, utilisant sa "capacité-à-voir-au-delà", il comprend qu'une luge l'attend en haut de la colline enneigée qu'ils sont en train d'escalader. Une fois au sommet, ils découvrent de l'autre côté, en contrebas, une maison emplie de lumières, de couleurs, d'amour. Pour la première fois, Jonas entend ce qu'il comprend être de la musique. Alors qu'ils dévalent la montagne sur la luge en direction de la maison, le livre se termine sur ces deux phrases mystérieuses : "Derrière lui, à travers l'espace et le temps, comme venu de l'endroit qu'il avait quitté, il lui sembla aussi entendre de la musique. Mais peut-être n'était-ce que l'écho."

## Signification littéraire et critiques
La réception critique de l'œuvre de Lowry a été plutôt polarisée. D'un côté, Le Passeur est devenu une sorte de travail canonique pour les éducateurs, qui pensent que le jeune public répond le mieux à la littérature contemporaine. Ces enseignants postulent que « les adolescents ont besoin d'une littérature écrite pour parler directement à leur expérience […] et qui traite de sujets réalistes et contemporains ». Selon cette vision, un programme qui ne comprend que des œuvres classiques peut rebuter un jeune lecteur ; cependant, certains enseignants avancent le point de vue opposé, et font pression pour conserver des œuvres plus anciennes dans les programmes de lecture.
Natalie Babbitt, du Washington Post, a appelé le travail de Lowry un « avertissement dans la forme narrative » :

« Cette histoire a été racontée auparavant sous des formes diverses — on peut penser à Fahrenheit 451 de Ray Bradbury —, mais pas, à ma connaissance, à destination des enfants. Cela vaut la peine d'être raconté, tout particulièrement par une écrivaine de grand talent comme Lowry. Si le roman est parfois excessivement fragile — si, en d'autres mots, certaines situations ne permettent pas une suspension consentie de l'incrédulité —, et bien, qu'il en soit ainsi. Le Passeur a des choses à dire qui ne peuvent pas être dites si souvent que cela, et j'espère qu'il y aura beaucoup, beaucoup de jeunes gens qui voudront bien les écouter. »

## Récompenses
Pour son roman Le Passeur, Mme. Lowry a reçu de nombreuses récompenses :
- La médaille Newbery en 1994.
- La Regina Medal en 1994.
- Le William Allen White Award en 1996.
- Le Passeur apparaît dans les listes suivantes, établies par l'American Library Association : "Best Books for Young Adults", "ALA Notable Children's Book"

## Traductions à l’étranger
- Allemand : Hüter der Erinnerung
- Espagnol : El Dador
- Hongrois : Az emlékek őre
- Japonais : ザ・ギバー 記憶を伝える者
- Coréen : 기억전달자
- Néerlandais : Gever, bewaker van herinneringen
- Norvégien : Den utvalgte
- Polonais : Dawca
- Suédois : Den utvalde
- Turc : Seçilmiş kişi
- Mandarin (chinois) : 授者
- Russe : Посвящённый
- Roumain : Călăuza
- Français: Le Passeur
- Anglais: The Giver
- Italien: Il Mondo di Jonas

## Adaptation cinématographique
Le film The Giver, réalisé par Phillip Noyce, est sorti en août 2014 aux États-Unis puis le 29 octobre 2014 dans les salles françaises. Brenton Thwaites y incarne une version plus âgée de Jonas qui a douze ans dans le livre et dix-huit ans dans le film, afin de mieux coller à un film pour adolescents. Une histoire d'amour entre Fiona, interprétée par Odeya Rush et Jonas, y est ajoutée alors qu'à l'origine ils ne sont qu'amis. Jeff Bridges incarne le Passeur.